# Безымянная (приток Берёзовки)
Безымянная (устар. Лозовская) — река в России, протекает по Волгоградской области. Устье реки находится в 6,2 км по левому берегу реки Берёзовка. Длина реки составляет 46 км, площадь водосборного бассейна 488 км².

## Данные водного реестра
По данным государственного водного реестра России относится к Донскому бассейновому округу, водохозяйственный участок реки — Медведица от впадения реки Терса и до устья, речной подбассейн реки — Дон между впадением Хопра и Северского Донца. Речной бассейн реки — Дон (российская часть бассейна).
Код объекта в государственном водном реестре — 05010300312107000009073.